# Tournoi de tennis de Wellington
Le tournoi de Wellington (Nouvelle-Zélande) est un tournoi de tennis féminin du circuit professionnel WTA et masculin du circuit professionnel ATP.
Les tableaux masculin et féminin ont été organisés à un mois d'intervalle chaque année de 1988 à 1992.

## Palmarès dames

### Simple
| No | Date       | Nom et lieu du tournoi                     | Catégorie | Dotation  | Surface    | Vainqueure        | Finaliste        | Score         |         |
| -- | ---------- | ------------------------------------------ | --------- | --------- | ---------- | ----------------- | ---------------- | ------------- | ------- |
| 1  | 01-02-1988 | Fernleaf Classic, Wellington               | Tier V    | 50 000 $  | Dur (ext.) | Jill Hetherington | Katrina Adams    | 6-1, 6-1      | Tableau |
| 2  | 06-02-1989 | Fernleaf Classic, Wellington               | Tier V    | 50 000 $  | Dur (ext.) | Conchita Martínez | Jo-Anne Faull    | 6-1, 6-2      | Tableau |
| 3  | 05-02-1990 | Fernleaf International Classic, Wellington | Tier V    | 75 000 $  | Dur (ext.) | Wiltrud Probst    | Leila Meskhi     | 1-6, 6-4, 6-0 | Tableau |
| 4  | 04-02-1991 | Fernleaf Butter Classic, Wellington        | Tier V    | 100 000 $ | Dur (ext.) | Leila Meskhi      | Andrea Strnadová | 3-6, 7-6, 6-2 | Tableau |
| 5  | 03-02-1992 | Fernleaf Butter Classic, Wellington        | Tier V    | 100 000 $ | Dur (ext.) | Noëlle van Lottum | Donna Faber      | 6-4, 6-0      | Tableau |

### Double
| No | Date       | Nom et lieu du tournoi                    | Catégorie | Dotation  | Surface    | Vainqueures                      | Finalistes                         | Score         |         |
| -- | ---------- | ----------------------------------------- | --------- | --------- | ---------- | -------------------------------- | ---------------------------------- | ------------- | ------- |
| 1  | 01-02-1988 | Fernleaf Classic Wellington               | Tier V    | 50 000 $  | Dur (ext.) | Patty Fendick Jill Hetherington  | Belinda Cordwell Julie Richardson  | 6-3, 6-3      | Tableau |
| 2  | 06-02-1989 | Fernleaf Classic Wellington               | Tier V    | 50 000 $  | Dur (ext.) | Elizabeth Smylie Janine Thompson | Tracey Morton-Rodgers Heidi Sprung | 7-6, 6-1      | Tableau |
| 3  | 05-02-1990 | Fernleaf International Classic Wellington | Tier V    | 75 000 $  | Dur (ext.) | Natalia Medvedeva Leila Meskhi   | Michelle Jaggard Julie Richardson  | 6-3, 2-6, 6-4 | Tableau |
| 4  | 04-02-1991 | Fernleaf Butter Classic Wellington        | Tier V    | 100 000 $ | Dur (ext.) | Jo-Anne Faull Julie Richardson   | Belinda Borneo Clare Wood          | 2-6, 7-5, 7-6 | Tableau |
| 5  | 03-02-1992 | Fernleaf Butter Classic Wellington        | Tier V    | 100 000 $ | Dur (ext.) | Belinda Borneo Clare Wood        | Jo-Anne Faull Julie Richardson     | 6-0, 7-6      | Tableau |

## Palmarès messieurs

### Simple
| No | Date       | Nom et lieu du tournoi   | Catégorie    | Dotation  | Surface    | Vainqueur        | Finaliste        | Score                   |  |
| -- | ---------- | ------------------------ | ------------ | --------- | ---------- | ---------------- | ---------------- | ----------------------- |  |
| 1  | 28-12-1987 | BP Nationals, Wellington |              | 115 000 $ | Dur (ext.) | Ramesh Krishnan  | Andrei Chesnokov | 6-7, 6-0, 6-4, 6-3      |  |
| 2  | 02-01-1989 | BP Nationals, Wellington |              | 115 000 $ | Dur (ext.) | Kelly Evernden   | Shūzō Matsuoka   | 7-5, 6-1, 6-4           |  |
| 3  | 01-01-1990 | BP Nationals, Wellington | World Series | 125 000 $ | Dur (ext.) | Emilio Sánchez   | Richey Reneberg  | 6-7, 6-4, 4-6, 6-4, 6-1 |  |
| 4  | 31-12-1990 | BP Nationals, Wellington | World Series | 150 000 $ | Dur (ext.) | Richard Fromberg | Lars Jonsson     | 6-1, 6-4, 6-4           |  |
| 5  | 30-12-1991 | BP Nationals, Wellington | World Series | 157 500 $ | Dur (ext.) | Jeff Tarango     | Aleksandr Volkov | 6-1, 6-0, 6-3           |  |

### Double
| No | Date       | Nom et lieu du tournoi   | Catégorie    | Dotation  | Surface    | Vainqueurs                     | Finalistes                     | Score         |  |
| -- | ---------- | ------------------------ | ------------ | --------- | ---------- | ------------------------------ | ------------------------------ | ------------- |  |
| 1  | 28-12-1987 | BP Nationals, Wellington |              | 115 000 $ | Dur (ext.) | Dan Goldie Rick Leach          | Broderick Dyke Glenn Michibata | 6-2, 6-3      |  |
| 2  | 02-01-1989 | BP Nationals, Wellington |              | 115 000 $ | Dur (ext.) | Peter Doohan Laurie Warder     | Rill Baxter Glenn Michibata    | 3-6, 6-2, 6-3 |  |
| 3  | 01-01-1990 | BP Nationals, Wellington | World Series | 125 000 $ | Dur (ext.) | Kelly Evernden Nicolás Pereira | Sergio Casal Emilio Sánchez    | 6-4, 7-6      |  |
| 4  | 31-12-1990 | BP Nationals, Wellington | World Series | 150 000 $ | Dur (ext.) | Luiz Mattar Nicolás Pereira    | John Letts Jaime Oncins        | 4-6, 7-6, 6-2 |  |
| 5  | 30-12-1991 | BP Nationals, Wellington | World Series | 157 500 $ | Dur (ext.) | Jared Palmer Jonathan Stark    | Michiel Schapers Daniel Vacek  | 6-3, 6-3      |  |